# William Sadler (actor)
William Sadler (n. 13 aprilie 1950, Buffalo, New York, SUA) este un actor american de teatru, televiziune și film.

## Filmografie

### Film
| An   | Titlu                        | Rol                                              | Note                                   |
| ---- | ---------------------------- | ------------------------------------------------ | -------------------------------------- |
| 1982 | Hanky Panky                  | Hotel Clerk                                      |                                        |
| 1986 | Off Beat                     | Dickson                                          |                                        |
| 1987 | Project X                    | Dr. Carroll                                      |                                        |
| 1989 | K-9                          | Don, Car Salesman                                |                                        |
| 1990 | Hard to Kill                 | Senator Vernon Trent                             |                                        |
| 1990 | Die Hard 2                   | Colonel William Stuart                           |                                        |
| 1990 | The Hot Spot                 | Frank Sutton                                     |                                        |
| 1991 | Bill & Ted's Bogus Journey   | Death / English Family Member                    | Saturn Award for Best Supporting Actor |
| 1991 | Rush                         | Monroe                                           |                                        |
| 1992 | Trespass                     | Don Perry                                        |                                        |
| 1993 | Freaked                      | Dick Brian                                       |                                        |
| 1994 | The Shawshank Redemption     | Heywood                                          |                                        |
| 1995 | Demon Knight                 | Frank Brayker                                    |                                        |
| 1996 | Bordello of Blood            | The Mummy                                        |                                        |
| 1996 | Solo                         | Colonel Frank Madden / Improved Solo             |                                        |
| 1997 | RocketMan                    | Bill 'Wild Bill' Overbeck                        |                                        |
| 1998 | Ambushed                     | Jim Natter                                       |                                        |
| 1998 | Disturbing Behavior          | Dorian Newberry                                  |                                        |
| 1998 | Reach the Rock               | Quinn                                            |                                        |
| 1999 | Stealth Fighter              | Admiral Frank Peterson                           |                                        |
| 1999 | The Green Mile               | Klaus Detterick                                  |                                        |
| 2001 | Skippy                       | Ringo                                            |                                        |
| 2002 | Another Life                 | Man                                              | Scurtmetraj                            |
| 2003 | The Battle of Shaker Heights | Abraham 'Abe' Ernswiler                          |                                        |
| 2004 | Kinsey                       | Kenneth Braun                                    |                                        |
| 2005 | Devour                       | Ivan Reisz                                       |                                        |
| 2005 | Confess                      | Senator Roger Lampert                            |                                        |
| 2005 | Purple Heart                 | Colonel Allen                                    |                                        |
| 2006 | Jimmy and Judy               | Uncle Rodney                                     |                                        |
| 2006 | Premium                      | Cole Carter                                      |                                        |
| 2006 | Unspoken                     | Dad                                              |                                        |
| 2006 | The Wine Bar                 | Bartender                                        | Scurtmetraj                            |
| 2007 | A New Wave                   | Mr. Dewitt                                       |                                        |
| 2007 | August Rush                  | Thomas Novacek                                   |                                        |
| 2007 | The Mist                     | Jim Grondin                                      |                                        |
| 2008 | Eagle Eye                    | William Shaw                                     |                                        |
| 2008 | The Good Student             | Phil 'Honest Phil' Palmer                        |                                        |
| 2009 | Stream                       | Dr. Shelby                                       | Scurtmetraj                            |
| 2009 | Shadowheart                  | Thomas Conners                                   | Direct-to-video                        |
| 2009 | The Hills Run Red            | Wilson Wyler Concannon                           |                                        |
| 2009 | Last Day of Summer           | Mr. Crolick                                      |                                        |
| 2009 | Beyond All Boundaries        | Lieutenant Colonel Lewis 'Chesty' Puller (voice) | Scurtmetraj                            |
| 2009 | Red & Blue Marbles           | John                                             |                                        |
| 2010 | Melvin Smarty                | Bob                                              |                                        |
| 2010 | Mineville                    | Tom O'Roarke                                     |                                        |
| 2011 | Silent But Deadly            | John Capper                                      |                                        |
| 2011 | Open Gate                    | Robert                                           |                                        |
| 2012 | Man on a Ledge               | Frank Cassidy / Valet                            |                                        |
| 2012 | See Girl Run                 | Marty                                            |                                        |
| 2012 | Greetings from Tim Buckley   | Lee Underwood                                    |                                        |
| 2013 | Iron Man 3                   | President Matthew Ellis                          |                                        |
| 2013 | Machete Kills                | Sheriff Doakes                                   |                                        |
| 2013 | The Suspect                  | Sheriff Dixon                                    |                                        |
| 2014 | Freedom                      | Plimpton                                         |                                        |
| 2014 | The Historian                | Dr. Valerian Hadley                              |                                        |
| 2015 | Ant-Man                      | President Matthew Ellis                          | Scene șterse                           |
| 2016 | The Duel                     | Lawrence Sullivan Ross, Governor of Texas        |                                        |
| 2016 | The Hollow                   | Sheriff Beau McKinney                            |                                        |
| 2018 | Deadly Crush                 | Sheriff Dusty Hawkins                            |                                        |
| 2018 | Living Among Us              | Samuel                                           |                                        |
| 2018 | The Statement                | Counselor                                        | Scurtmetraj                            |
| 2019 | The Highwaymen               | Henry Barrow                                     |                                        |
| 2019 | VFW                          | Walter Reed                                      |                                        |
| 2020 | The Grudge                   | Detective Wilson                                 |                                        |
| 2020 | Bill & Ted Face the Music    | Death                                            |                                        |
| 2021 | The Unholy                   | Father Hagan                                     |                                        |
| 2022 | Salem's Lot                  | Kurt Barlow (probabil)                           |                                        |

### Televiziune
| An           | Titlu                                            | Rol                                                           | Note                                                                          |
| ------------ | ------------------------------------------------ | ------------------------------------------------------------- | ----------------------------------------------------------------------------- |
| 1977         | The CBS Festival of Lively Arts for Young People | Necunoscut                                                    | Episodul: "Henry Winkler Meets William Shakespeare"                           |
| 1978         | The Great Wallendas                              | Dieter Schmidt                                                | Film TV                                                                       |
| 1981         | Charlie and the Great Balloon Chase              | Joey                                                          | Film TV                                                                       |
| 1981         | Nurse                                            | Dr. George Bradford                                           | Episodul: "Margin for Error"                                                  |
| 1982         | The Neighborhood                                 | Neighbor                                                      | Film TV                                                                       |
| 1983         | Newhart                                          | Guest                                                         | Episodul: "Lady & the Tramps"                                                 |
| 1983         | AfterMash                                        | Joe Warner                                                    |                                                                               |
| 1985         | Assaulted Nuts                                   | The Grim Reaper, Various Characters                           | Epiusoade necunoscute                                                         |
| 1986         | The Equalizer                                    | Rick Dillon / Kevin Moore                                     | Episodul: "Shades of Darkness"                                                |
| 1987         | Private Eye                                      | Charlie Fontana                                               | 12 episoade                                                                   |
| 1987         | Tour of Duty                                     | Major Rigby                                                   | Episodul: "Dislocations"                                                      |
| 1987–1988    | Private Eye                                      | Lieutenant Charlie Fontana                                    | 12 episoade                                                                   |
| 1988         | In the Heat of the Night                         | Ritchie Epman                                                 | Episoadele: "Blind Spot: Part 1" & "Blind Spot: Part 2"                       |
| 1988         | St. Elsewhere                                    | Mr. Oppenheimer                                               | Episodul: "The Abby Singer Show"                                              |
| 1988         | Cadets                                           | Colonel Tom Sturdivant                                        | Film TV                                                                       |
| 1988         | Dear John                                        | Ben                                                           | Episodul: "The Younger Girl"                                                  |
| 1989         | Roseanne                                         | Dwight                                                        | 2 episoade                                                                    |
| 1989         | Hooperman                                        | Lanny Hardin                                                  | Episodul: "Look Homeward, Dirtbag"                                            |
| 1989         | Unconquered                                      | Coach Dickey                                                  | Film TV                                                                       |
| 1989         | Murphy Brown                                     | Colonel Fitzpatrick                                           | Episodul: "Off the Job Experience"                                            |
| 1989         | Hard Time on Planet Earth                        | Officer Rollman                                               | Episodul: "The Way Home"                                                      |
| 1989         | Gideon Oliver                                    | Franklin Finney                                               | Episodul: "By the Waters of Babylon"                                          |
| 1989-1994    | Tales from the Crypt                             | Niles TalbotThe Grim Reaper                                   | Episoadele: "The Man Who Was Death""The Assassin"                             |
| 1990         | The Face of Fear                                 | Anthony Prine                                                 | Film TV                                                                       |
| 1991         | The Last to Go                                   | Treat                                                         | Film TV                                                                       |
| 1991         | Tagget                                           | Yuri Chelenkoff                                               | Film TV                                                                       |
| 1992         | Two-Fisted Tales                                 | Mr. Rush (Presenter)                                          | Film TV                                                                       |
| 1993         | Night Driving                                    | Eddy                                                          | Scurtmetraj TV                                                                |
| 1993         | Jack Reed: Badge of Honor                        | Anatole                                                       | Film TV                                                                       |
| 1994         | Bermuda Grace                                    | Sam Grace                                                     | Film TV                                                                       |
| 1994         | Roadracers                                       | Sarge                                                         | Film TV                                                                       |
| 1995         | The Omen                                         | Dr. Linus                                                     | Film TV                                                                       |
| 1995         | The Outer Limits                                 | Frank Hellner                                                 | Episodul: "Valerie 23"                                                        |
| 1996         | Poltergeist: The Legacy                          | Shamus Bloom                                                  | Episodul: The Fifth Sepulcher                                                 |
| 1998–1999    | Star Trek: Deep Space Nine                       | Luther Sloan                                                  | Episoadele: "Inquisition", "Inter Arma Enim Silent Leges", "Extreme Measures" |
| 1999         | Witness Protection                               | US Attorney Sharp                                             | Film TV                                                                       |
| 1999–2002    | Roswell                                          | Sheriff Jim Valenti                                           | 61 episoade                                                                   |
| 2003         | Ed                                               | Lee Leetch                                                    | Episodul: "The Case"                                                          |
| 2003         | Law & Order: Criminal Intent                     | Kyle Devlin                                                   | Episodul: "Graansha"                                                          |
| 2003         | Project Greenlight                               | Rolul său                                                     | Episoade necunoscute                                                          |
| 2004         | Wonderfalls                                      | Darrin Tyler                                                  | 13 episoade                                                                   |
| 2004         | JAG                                              | Saul Wainwright                                               | Episodul: "Retrial"                                                           |
| 2005         | Third Watch                                      | Scotty Murray                                                 | Episodul: "Forever Blue"                                                      |
| 2005         | Tru Calling                                      | Travis                                                        | Episodul: "Enough"                                                            |
| 2005         | Law & Order: Trial by Jury                       | Paul Rice                                                     | Episodul: "Blue Wall"                                                         |
| 2005         | Law & Order                                      | Kevin Drucker                                                 | Episodul: "Life Line"                                                         |
| 2006         | CSI: Crime Scene Investigation                   | Karl 'Red' Cooper                                             | Episodul: "Killer"                                                            |
| 2006         | The Path to 9/11                                 | Neil Herman                                                   | miniserie                                                                     |
| 2007         | Numb3rs                                          | J. Everett Tuttle                                             | Episodul: "Democracy"                                                         |
| 2007         | The Black Donnellys                              | Munst                                                         | Episodul: "All of Us Are in the Gutter"                                       |
| 2007         | Jesse Stone: Sea Change                          | Gino Fish                                                     | Film TV                                                                       |
| 2007         | Traveler                                         | Carlton Fog                                                   | 7 episoade                                                                    |
| 2008         | Medium                                           | John Edgemont                                                 | Episodul: "Girls Ain't Nothing But Trouble"                                   |
| 2008–2011    | Fringe                                           | Dr. Sumner                                                    | Episoadele: "The Equation" & "Alone in the World"                             |
| 2009         | Jesse Stone: Thin Ice                            | Gino Fish                                                     | Film TV                                                                       |
| 2009         | Jesse Stone: No Remorse                          | Gino Fish                                                     | Film TV                                                                       |
| 2009         | Criminal Minds                                   | Ray Finnegan                                                  | Episodul: "Reckoner"                                                          |
| 2010         | The Pacific                                      | Lieutenant Colonel Lewis 'Chesty' Puller                      | miniserie                                                                     |
| 2010–2020    | Hawaii Five-0                                    | John McGarrett                                                | Diverse episoade: sez. 1–5, 10                                                |
| 2011         | White Collar                                     | Brett Gelles                                                  | Episodul "Where There's a Will"                                               |
| 2011         | Person of Interest                               | Seamus O'Mara                                                 | Episodul: "Pilot"                                                             |
| 2011         | Jesse Stone: Innocents Lost                      | Gino Fish                                                     | Film TV                                                                       |
| 2012         | Damages                                          | Helmut Torben                                                 | 6 episoade                                                                    |
| 2012         | Jesse Stone: Benefit of the Doubt                | Gino Fish                                                     | Film TV                                                                       |
| 2013         | 666 Park Avenue                                  | Nate McKenny                                                  | 2 episoade                                                                    |
| 2013         | Elementary                                       | Ian Gale                                                      | Episodul: "Blood Is Thicker"                                                  |
| 2013         | Homeland                                         | Michael Higgins                                               | 3 episoade                                                                    |
| 2013–2019    | The Blacklist                                    | Sam Milhoan                                                   | 4 episoade                                                                    |
| 2014         | The Flash                                        | Simon Stagg                                                   | Episodul: "Fastest Man Alive"                                                 |
| 2014–2015    | Madam Secretary                                  | George Peters                                                 | 2 episoade                                                                    |
| 2015         | Edge                                             | Bill 'Big Bill'                                               | Film TV                                                                       |
| 2015         | Jesse Stone: Lost in Paradise                    | Gino Fish                                                     | Film TV                                                                       |
| 2015         | Z Nation                                         | Sam Custer                                                    | Episodul: "Zombie Road"                                                       |
| 2015–2019    | Blue Bloods                                      | Armin Janko                                                   | Episoadele: "Absolute Power"& "Identity"                                      |
| 2015–2016    | Agents of S.H.I.E.L.D.                           | President Matthew Ellis                                       | 3 episoade                                                                    |
| 2016         | Berlin Station                                   | Clay Williams                                                 | 4 episoade                                                                    |
| 2017         | When We Rise                                     | Chuck Cooper                                                  |                                                                               |
| 2017–2018    | Power                                            | Tony Teresi                                                   |                                                                               |
| 2018         | Bull                                             | Father Andy                                                   | Episodul: "A Higher Law"                                                      |
| 2018–Present | Our Cartoon President                            | John F. Kelly, Jeff Sessions, Mitch McConnell, Various Voices |                                                                               |
| 2019–2020    | God Friended Me                                  | Reverend Elias                                                |                                                                               |
| 2019         | When They See Us                                 | Michael Sheehan                                               | miniserie                                                                     |
| 2020         | Hunters                                          | Dr. William Friedrich                                         | Episodul: “Eilu v’ Eilu”                                                      |
| 2020         | The Comey Rule                                   | Michael Flynn                                                 | miniserie                                                                     |

### Web
| An   | Titlu          | Rol                     | Note       |
| ---- | -------------- | ----------------------- | ---------- |
| 2016 | WHIH Newsfront | President Matthew Ellis | 2 episoade |
| 2017 | Day 5          | Bob / Sandman           | 4 episoade |

### Jocuri video
| An   | Titlu                                 | Rol de voce       | Note           |
| ---- | ------------------------------------- | ----------------- | -------------- |
| 2008 | Robert Ludlum's The Bourne Conspiracy | Alexander Conklin | Ca Bill Sadler |
| 2010 | Fallout: New Vegas                    | Victor            |                |